# Limbo (datorspel)
Limbo är ett plattformsspel utvecklat av den danska spelstudion Playdead Studios. Spelet släpptes den 21 juli 2010 till Xbox Live Arcade. 
2D-spelet Limbo kretsar kring en pojke som söker efter sin syster. På vägen måste man lösa olika pussel och undvika diverse fällor och fiender. Utseendemässigt går spelet i svartvitt med olika toner av grått och världen man färdas genom är silhuettformad med starkare och svagare konturer av olika föremål. Spelet kännetecknas också av dess tystnad, där omgivande ljudeffekter och frånvaron av dialog är en del av Limbo.